# Hybomitra californica
Hybomitra californica är en tvåvingeart som först beskrevs av Marten 1882.  Hybomitra californica ingår i släktet Hybomitra och familjen bromsar. Inga underarter finns listade i Catalogue of Life.